# Rottal-Inn
Rottal-Inn là một Kreis (huyện) nằm ở phía đông nam Bayern, Đức. Các huyện giáp ranh là (từ phía nam theo chiều kim đồng hồ) Altötting, Mühldorf, Landshut, Dingolfing-Landau và Passau. Phía đông nam là bang của Áo Thượng Áo (Braunau).
Sông chính ở huyện này là sông Inn và chi lưu, sông Rott.
Huyện được lập năm 1972 thông qua việc hợp nấht các huyện cũ Pfarrkirchen và Eggenfelden và một số khu vực của các huyện Griesbach, Vilsbiburg.

## Thị xã và đô thị
| Thành phố | Verwaltungsgemeinschaften                                 | Đô thị |
| --- | --------------------------------------------------------- | --- |
| 1. Eggenfelden 2. Pfarrkirchen 3. Simbach am Inn Markt(Phố thị) 1. Arnstorf 2. Bad Birnbach¹ 3. Gangkofen 4. Massing¹ 5. Tann¹ 6. Triftern 7. Wurmannsquick ¹ administered within a Verwaltungsgemeinschaft | 1. Bad Birnbach 2. Ering 3. Falkenberg 4. Massing 5. Tann | 1. Bayerbach 2. Dietersburg 3. Egglham 4. Ering 5. Falkenberg 6. Geratskirchen1 7. Hebertsfelden 8. Johanniskirchen 9. Julbach 10. Kirchdorf am Inn 11. Malgersdorf 12. Mitterskirchen 13. Postmünster 14. Reut 15. Rimbach1 16. Roßbach 17. Schönau 18. Stubenberg1 19. Unterdietfurt 20. Wittibreut 21. Zeilarn ¹ được quản lý bên trong một Verwaltungsgemeinschaft |